# Malabar (Flórida)
Malabar é uma vila localizada no estado americano da Flórida, no Condado de Brevard. Foi incorporada em 1962.

## Geografia
De acordo com o United States Census Bureau, a vila tem uma área de 34,3 km², onde 27,6 km² estão cobertos por terra e 6,7 km² por água.

### Localidades na vizinhança
O diagrama seguinte representa as localidades num raio de 16 km ao redor de Malabar.

## Demografia
Segundo o censo nacional de 2010, a sua população é de 2 757 habitantes e sua densidade populacional é de 99,76 hab/km². Possui 1 239 residências, que resulta em uma densidade de 44,83 residências/km².